# アスゲン製薬
アスゲン製薬株式会社（アスゲンせいやく、英語：ASGEN Pharmaceutical Co., Ltd.）は、岐阜県瑞浪市に本社を置く製薬会社である。2014年（平成26年）までは、愛知県名古屋市東区泉二丁目28番8号に本社を置いていた。

## 概要
1925年（大正10年）に創業した製薬会社で、主な製品としてアスゲンシリーズなどがある。社名の由来はドイツ語でぜんそくを意味するアストマ (Asthma) の方にも元気になって欲しいという意味と明日も元気であるためにという二つの意味が込められている。

## 沿革
- 1925年（大正14年）10月  - 「水野薬局」を開局する。
- 1968年（昭和43年）1月 - 水野製薬アスゲン研究所から「アスゲン製薬株式会社」に商号を変更する。
- 2006年（平成18年）5月 - ホーユーと業務・資本提携する。
- 2009年（平成21年）9月 - 医療用医薬品の製造販売を終了する。
- 2014年（平成26年）12月 - 本社を瑞浪工場に統合し、岐阜県瑞浪市山田町へ移転。

## 主な製品
- アスゲン散EX【第2類医薬品】
- アスゲン錠EX【第2類医薬品】
- 錠Aアスゲン【第2類医薬品】
- プロアスゲン｢細粒｣【第2類医薬品】
- シロップAアスゲンa【第2類医薬品】
- アベシデリンE【第2類医薬品】
- 喘妙散A【第2類医薬品】
- 喘妙錠A【第2類医薬品】
- 喘妙シロップa【第2類医薬品】
- 喘妙散α【第2類医薬品】
- 喘妙錠α【第2類医薬品】
- 喘妙せき止め散A【第2類医薬品】
- 喘妙せき止め錠A【第2類医薬品】
- 喘妙せき止めシロップ【第2類医薬品】
- アスゲン長城冠丹元顆粒【第2類医薬品】
- アスゲン鼻炎錠S【第2類医薬品】
- アスゲンかぜ総合錠【第2類医薬品】
- ネオアスゲン顆粒【第2類医薬品】
- スズレックス顆粒EX【第2類医薬品】
- アスゲン点眼薬AG【第2類医薬品】（製造販売元：佐賀製薬）
- アスゲンうるおい点眼薬【第2類医薬品】（製造販売元：佐賀製薬）
- アスゲン点鼻薬AG【第2類医薬品】

## 事業所
- 本社・瑞浪工場（岐阜県瑞浪市）